# Шафран Палласа
Шафран Палляса, шафра́н Палла́са (Crocus pallasii) — багаторічна рослина родини півникових. Вид занесений до Червоної книги України в статусі «Вразливий». Маловідома декоративна, лікарська та пряна культура.

## Назва
Загальноприйнята назва надана на честь німецького ботаніка і зоолога Петера-Симона Палласа, який працював у Росії. Один з підвидів Crocus pallasii haussknechtii названий на честь німецького фармацевта і відомого колекціонера рослин Карла Хаусскнехта. Менш відома синонімічна назва Crocus olbanus походить від назви міста Ольбія на півночі Сардинії (Італія).

## Опис

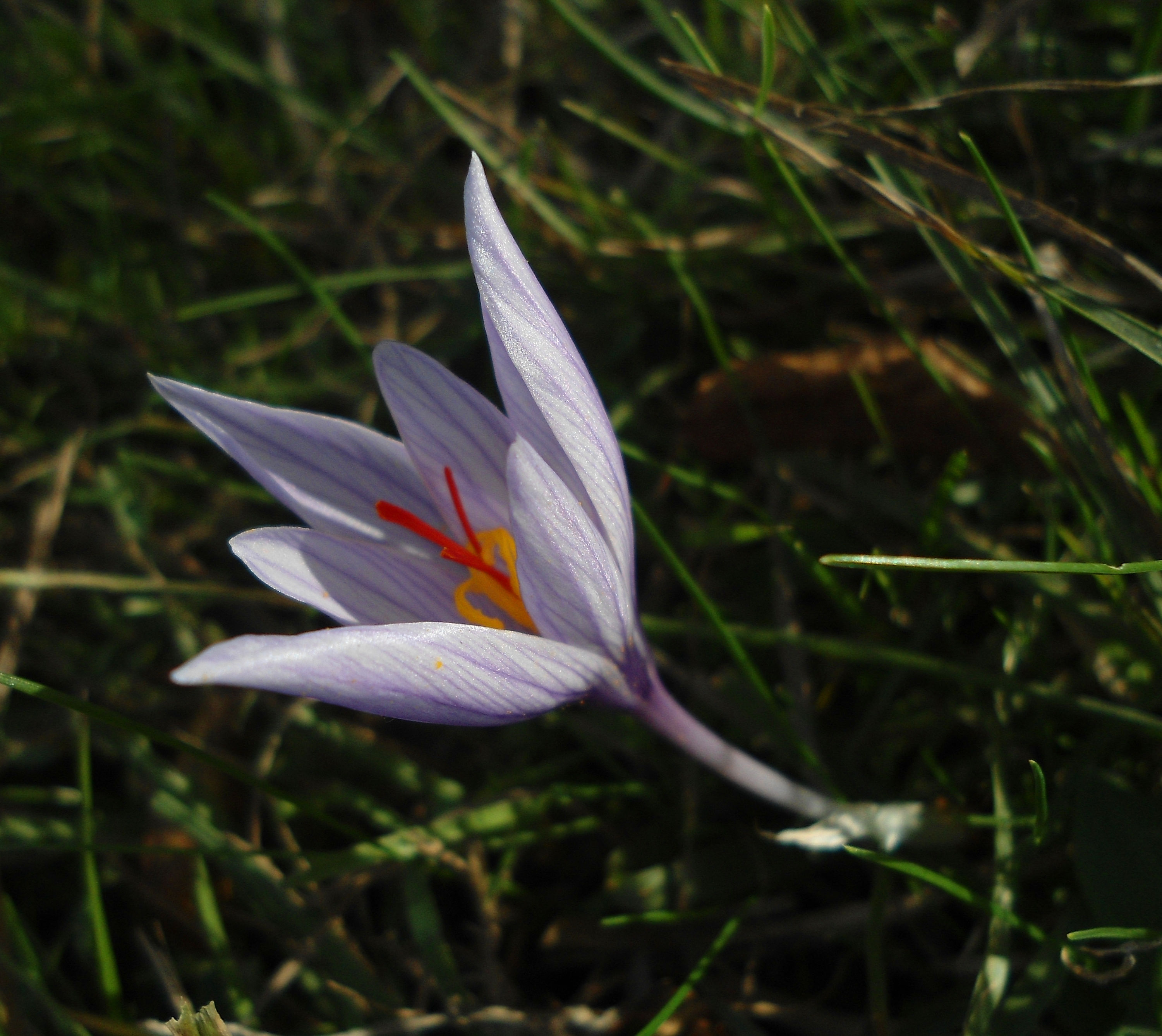
Квітка із загостреними пелюстками

Невелика трав'яниста рослина заввишки 8-16 см. Осінній ефемероїд, геофіт. Бульбоцибулина сплюснута, куляста, завширшки 2 см, завдовжки 1 см, обгорнута тонкою сітчастоволокнистою оболонкою, утвореною залишками відмерлого листя. Стебло відсутнє. Листки численні (до 7 штук), зібрані в прикореневу розетку, вузьколінійні, з білою смугою по центру, завдовжки до 20 см, завширшки 3-5 мм. Вони розвиваються восени наприкінці цвітіння.
Квітки великі, двостатеві, 4-4,5 см у діаметрі, рожево- або блакитно-бузкові з нечіткими тоненькими смужками (іноді у зіві жовті). Форма пелюсток варіює від яйцеподібної до вузькоеліптичної, інколи загостреної. На одній рослині розвивається 1-4 квітки. Тичинки жовті, з великими пиляками. Маточка з трьома ниткоподібними приймочками, червоно-помаранчева, коротша за тичинки (на відміну від схожого шафрана посівного, у якого вона дуже довга). Плід — коробочка.

## Екологія та поширення
Рослина світлолюбна, посухостійка. Зростає на узліссях пухнастодубових лісів, пагорбах, кам'янистих схилах, у степових угрупованнях з кострицею та напівпустелях.
Квітне у жовтні-листопаді, запилюється комахами. Плодоносить у листопаді. Розмножується насінням та бульбоцибулинами.
Шафран Палласа розповсюджений у східній частині Середземномор'я — на півночі Італії, Балканах, в Туреччині, Ізраїлі, Сирії. Єдиний осередок, що виходить за межі основного ареалу, знаходиться в Україні на території Кримського півострова. Тут популяції займають різні кліматичні зони. Наприклад, цей вид можна знайти на узбережжі біля Судака, Коктебеля, на Кара-Дазі; у передгір'ях коло Сімферополя, Старого Криму, Севастополя (на Сапун-горі та Саур-могилі); у степах Тарханкутського півострова, урочищі Джангуль, навколо Сак та Євпаторії.

## Значення і статус виду
Українські популяції цієї рослини доволі численні, але вони сильно потерпають від нищівної заготівлі лікарської сировини та збирання квітів для букетів. Вид охороняється в Карадазькому заповіднику і Джангульскому заказнику, вирощується в Національному ботанічному саду імені Миколи Гришка та Нікітському ботанічному саду.
Систематично шафран Палласа дуже близький до шафрану посівного, тому має схоже застосування. В кулінарії використовують вирізані з квіток та висушені маточки, відомі як пряність шафран. Завдяки своєму яскраво-помаранчевому кольору навіть невелика кількість такої сировини здатна забарвити великий обсяг рідини (наприклад, супу). Крім того, їх застосовують у народній медицині для лікування головного болю, як тонізувальне й загальнозміцнювальне при захворюваннях печінки, жовчного міхура, нирок.
Також цей вид поширений у декоративному садівництві. Хоча його квітки дещо дрібніші, ніж у культурних сортів, проте цей недолік компенсується рясним цвітінням в той час, коли більшість рослин вже завершила свій розвиток.

## Підвиди
- Crocus pallasii dispathaceus (Bowles) B.Mathew
- Crocus pallasii haussknechtii (Boiss. & Reut. ex Maw) B.Mathew
- Crocus pallasii pallasii
- Crocus pallasii turcicus B.Mathew

## Синоніми
| - Crocus campestris Herb. - Crocus elwesii (Maw) O.Schwarz - Crocus hybernus Friv. - Crocus libanoticus Mouterde - Crocus macrobolbos Jovet & Gomb. - Crocus olbanus Siehe | - Crocus pallasianus Herb. - Crocus sativus var. elwesii Maw - Crocus sativus var. pallasii Maw - Crocus sativus subsp. pallasii (Maw) K.Richt. - Crocus thiebautii Mouterde - Crocus visianicus var. hybernus (Friv.) Nyman |